# Ignobilia urnaria
Ignobilia urnaria är en fjärilsart som beskrevs av Achille Guenée 1858. Ignobilia urnaria ingår i släktet Ignobilia och familjen mätare. Inga underarter finns listade i Catalogue of Life.